# William Baring (Mediziner)
Ernst Georg William Baring (* 6. August 1830 in Burgdorf; † 2. Juli 1901 in Celle) war ein deutscher Mediziner.

## Familie
Baring stammt aus der Hannoverschen Linie der Baring-Familie. Er war das erste Kind des Theologen und Pfarrers Karl Baring (1803–1868) und Emilie geb. Schneider (1807–1863), Tochter des Stabskapitäns a. D. und Ober-Boniteurs für den Steuerdirektionsbezirk Osnabrück Johann Georg Christian Schneider (1774–1854). Er hatte sieben Geschwister, darunter die Schriftstellerin Natalie Eleonore Helene Baring.
Baring verlobte sich 1849 mit Auguste geb. Scheller († 1856), einziges Kind des Arztes und Medizinalrates Scheller, die allerdings vor der beabsichtigten Hochzeit an der Schwindsucht starb und schriftlich den Wunsch äußerte, dass Baring ihre Freundin Louise Rose heiraten solle. Er heiratete daraufhin am 1. September 1857 in Hannover Louise Wilhelmine geb. Rose (1828–1904), Tochter des Hauptsteuer-Einnehmers für den Stadt- und Landkreis Hannover, Karl Christian Rose. Baring kannte seine Ehefrau seit vielen Jahren, da sie als Gouvernante im Haus seiner Eltern arbeitete. Sie betätigte sich auch als Schriftstellerin und veröffentlichte eine Reihe von Gedichten. Das Paar hatte zwei Kinder: Marie Baring (1858–1858) und Adolf Baring (1860–1945).

## Leben und Wirken
Baring besuchte zunächst im Pfarrdorf seines Vaters in Obershagen die Dorfschule. Während seiner Zeit am Gymnasium in Celle beteiligte er sich im März 1848 durch freiheitliche Reden am politischen Umbruch, so dass seinem Vater geraten wurde, ihn von der Schule zu nehmen. Sein Maturum bestand er daher am 20. April 1848 in Göttingen mit der Note „Gut“. Ostern 1848 immatrikulierte sich Baring an der Universität Göttingen, um Medizin zu studieren. Am 14. August 1853 bestand er dort sein Doktorexamen „mit Auszeichnung“. Danach setzte er sein Studium bis Ende Juli 1854 an der Universität Wien, zuletzt an der Universität Prag fort. Das Angebot, bei einem Göttinger Arzt als dessen Assistent zu arbeiten und eine akademische Laufbahn einzuschlagen, lehnte Baring ab, um sich entsprechend dem Wunsch seiner Verlobten in Celle niederzulassen, was er aber später bereute. Nach seinem vorzüglichen Staatsexamen am 1. Februar 1855 in Hannover eröffnete Baring am 19. Mai desgleichen Jahres in Celle seine Praxis als niedergelassener Arzt.
Nach dem Tod seiner Verlobten bewarb sich Baring brieflich in London um eine Arztstelle bei der für den Krimkrieg gebildeten neuen Englisch-Deutschen Legion, wofür er eine Zusage erhielt. Aufgrund des wenig später abgeschlossenen Friedensvertrages kam es nicht zu dieser Anstellung. Am 10. November 1858 wurde Baring zum Stadtphysikus der Stadt Celle berufen, wenig später, am 13. Dezember 1858 zum Eisenbahnarzt. Mit Wirkung vom 9. Januar 1861 erhielt er von König Georg V. den Rang und den Titel eines königlich-hannoverschen Sanitätsrates. 1864 entdeckte er die erste Trichinenepidemie im Königreich Hannover, wofür ihm öffentlich der Dank ausgesprochen wurde.
Während der Schlacht bei Langensalza im Deutschen Krieg wirkte Baring vom 28. Juni bis zum 12. Juli 1866 in den Kriegslazaretten bei Langensalza, als seine Heimat von preußischen Truppen besetzt wurde. Am 19./20. Juli 1866 erlebte er den Aufruhr in Celle. Seine Idee, wie sein Bruder Edwin und andere Freunde nach England auszuwandern, verwarf Baring aber wieder. Während des Deutsch-Französischen Krieges richtete er in der Artillerie-Kaserne zu Celle ein Reserve-Lazarett ein, in dem er verwundete Soldaten aus der Schlacht bei St. Privat behandelte. Bei der Operation eines Soldaten erlitt Baring infolge einer kleinen Verletzung am Finger eine Infektion, die seine linke Hand dauernd beeinträchtigte und Anlass bleibender Kränklichkeit wurde. Daher musste er seine Praxis einschränken und seine amtlichen Tätigkeiten bald darauf aufgeben. Nur seine psychiatrischen Gutachten, die von den Behörden stets geschätzt wurden, verfasste er weiterhin.  Als erstes zog Baring seine Beteiligung an der städtischen Gas-Kommission zu Celle zurück, wo er sich neben seiner Tätigkeit als Arzt aktiv betätigt hatte.
Baring weilte 1873 und 1874 mit seiner Familie im Sommer lange auf der von Celle und Oldenburg neu als Bad eingerichteten Insel Wangerooge, wo er als Bade-Arzt und Badekommissar wirkte sowie wissenschaftliche Beobachtungen durchführte. 1886 wurde er für sein 25-jähriges Dienstjubiläum als Eisenbahnarzt in einer Feier geehrt. Im gleichen Jahr besuchte er mit seiner Familie sowie zwei Schwägerinnen die Insel Helgoland. Später reiste er noch in die Sächsische Schweiz, nach Thüringen und nach Graal in Mecklenburg.
Baring veröffentlichte mehrere Schriften, die über Arbeiterwohnungen wurde preisgekrönt. In seiner Schrift über das Eisenbahn-Medizinalwesen betonte er vor allen anderen Experten die Notwendigkeit, den Alkoholgenuss der Bahnangestellten einzuschränken. Außerdem veröffentlichte er Untersuchungen über die Luft in Unterrichtsanstalten und andere medizinische Arbeiten. Baring stand u. a. im Briefwechsel mit Johann Heinrich Wichern und Rudolf Virchow. Außerdem schrieb er mehrere Gedichte, die ebenso veröffentlicht wurden.

## Auszeichnungen (Auswahl)
- Roter Adler-Orden 4. Klasse
- Preußische Kriegsdenkmünze 1870/71
- königlich-preußische Erinnerungsmedaille von 1897
- königlich-sächsisches Kriegserinnerungskreuz

## Veröffentlichungen
- Wie Arbeiterwohnungen gut und gesund einzurichten und zu erhalten seien. Preisschrift; gekrönt und hrsg. von der Gesellschaft für das Gute und Gemeinnützige Basel, Bahnmaiers Buchhandlung (E, Detloff), Basel 1860. (eingeschränkte Vorschau in der Google-Buchsuche)
- Zum Eisenbahn-Medizinalwesen, von einem Hannoverschen Eisenbahnarzte, Schulze-Verlag, Celle 1863[2]